# Aușeu
Aușeu é uma comuna romena localizada no distrito de Bihor, na região histórica da Crișana (parte da Transilvânia). A comuna possui uma área de 72,59 km² e sua população era de 3.073 habitantes, segundo o censo de 2007.